# غوستافو ليشوك
غوستافو إيزكييل بلانكو ليشوك (بالإسبانية: Gustavo Blanco Leschuk)‏ (5 نوفمبر 1991، مندوزا، الأرجنتين) هو لاعب كرة قدم أرجنتيني يعتبر من المواهب الواعدة في الكرة الأیرانیة يلعب مع نادي استقلال طهران منذ 2023.
بدايات ليشوك الاحترافية كانت مع نادي أرسنال ساراندي الأرجنتيني حيث لعب لهم أول لقاء في 8 مارس 2011 ضد نادي اندبندت بينما وقع هدفه الأول مع النادي بتاريخ 11 يونيو 2011 في مرمى نادي كولون، خلال سنة 2011 تمت إعارته إلى فريق ديبورتيفو ميرلو الأرجنيتيني والذي لعب لهم 19 مباراة وسجل 10 أهداف، وفي 27 فبراير 2014 وقع لنادي أنجي الروسي والذي لم يطول معه كثيراً حيث ترصدته أعين سعيد الناصري رئيس نادي الوداد الرياضي والذي وقع له في سبتمبر 2014 عقداً مدته موسمين ليكون إضافة كبيراً ليس فقط لنادي الوداد بل للبطولة المغربية ككل، لعب ليشوك أول مباراة له مع الوداد بتاريخ 14 سبتمبر 2014 ضد المغرب الفاسي في الدورة الثانية من الدوري المغربي للمحترفين حيث دخل كبديل في العشر دقائق الأخيرة وقدم أداءً مقنعاً في الهجوم استحسنته الجماهير الودادية
معلومات حول اللاعب ليشوك
مهاجم أرجنتيني يوقع رسميا للوداد

## روابط خارجية
- غوستافو ليشوك على موقع اتحاد تركيا (لاعب) (الإنجليزية)
- غوستافو ليشوك على موقع اتحاد أوكرانيا (الإنجليزية)
- غوستافو ليشوك على موقع قاعدة بيانات كرة القدم.إي يو (الإنجليزية)
- غوستافو ليشوك على موقع Soccerway.com (الإنجليزية)
- غوستافو ليشوك على موقع عالم كرة القدم.نت (الإنجليزية)
- غوستافو ليشوك على موقع كووورة